# فالنكي
فالنكي (بالروسية: валенки) هو حذاء تقليدي معروف، يلبس أثناء الشتاء : كلمة valenok تعني «صنع من الشعر».
تصنع أحذية الفالنكي التقليدية من شعر الصوف وهي غير مقاومة للماء لذلك تلبس مع أحذية مطاطية لمنع الماء من إتلافها. كانت الفالنكي أحذية مختارة من قبل كثير من الروس، لكن فقدت انتشارها في النصف الثاني من القرن المنصرم.
وتوجد بكثير من الألوان (أحمر، أزرق، أرجواني، أخضر، أصفر، برتقالي). والمشي فيها يكون على الثلج الجاف عند الطقس الثلجي.

## معلومات غريبة عن الفالنكي!
- الإنتاج السنوي لروسيا من الأحذية الشعرية تبلغ 4.5 مليون .
- يوجد متاحف لحذاء الفالنكي و أحدها يوجد في موسكو .
- أحد المواطنين الروس صنع حذاء بمقاس 140 ! .